# Jorginho Paulista
Jorginho Paulista (all'anagrafe Jorge Henrique Amaral de Castro Nascimento, detto anche solo Jorginho; San Paolo, 20 febbraio 1980) è un ex calciatore brasiliano, di ruolo difensore o terzino.

## Competizioni internazionali
- Coppa Mercosur: 1

Vasco da Gama: 2000